# Maurizio Gasparri

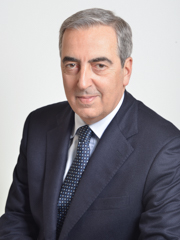
Maurizio Gasparri (2018)

Maurizio Gasparri (* 18. Juli 1956 in Rom) ist ein italienischer Journalist und Politiker. Er gehört seit 1992 dem italienischen Parlament an. Von 2001 bis 2005 war er Minister für Kommunikation im Kabinett Berlusconi II.

## Leben
Maurizio Gasparri besuchte das humanistische Gymnasium „Torquato Tasso“ in Rom. Zu seinen Schulkameraden gehörte, in der von der 68er-Bewegung politisierten Schule, unter anderem Antonio Tajani, mit dem er nach wie vor befreundet ist. Bereits in seiner Schulzeit engagierte er sich in der Jugendorganisation des neofaschistischen Movimento Sociale Italiano (MSI), der Fronte della Gioventù.
Nach der Matura schlug er eine Journalistenkarriere ein. Gasparri arbeitete für den Dissenso und All’Orizzonte. Dann wurde er Co-Direktor des Secolo d’Italia, der Tageszeitung des MSI.
Bei den Parlamentswahlen 1992 gelang ihm in der Liste des MSI der Einzug in die Abgeordnetenkammer. Im Kabinett Berlusconi I war Gasparri Staatssekretär unter Innenminister Roberto Maroni. Nach der Auflösung des MSI gehörte er zwischen 1995 und 2008 der Nachfolgepartei Alleanza Nazionale (AN) an. 
Von 2001 bis 2005 war Gasparri Minister für Kommunikation im Kabinett Berlusconi II. Bekannt ist die nach ihm benannte Legge Gasparri, ein Gesetz zur Beschränkung der Medienkonzentration in Italien. Kritiker warfen ihm vor, dass dieses Gesetz auf die Interessen von Berlusconis Mediaset zugeschnitten war.
Von 2009 bis 2013 gehörte er der Partei Popolo della Libertà PdL an, die aus der Verschmelzung von Forza Italia und der Alleanza Nazionale entstanden war. Für die PdL wurde er bei den Parlamentswahlen 2008 in den Senat gewählt und war in der anschließenden XVI. Legislaturperiode Fraktionsvorsitzender der PdL im Palazzo Madama.
Seinen Sitz im Senat konnte er bei den Parlamentswahlen 2013, 2018 und 2022 verteidigen. Seit 2013 gehört Gasparri der Partei Forza Italia an. In der XVII. Legislaturperiode (2013–2018) war er Vizepräsident des Senats. Das Amt bekleidet er seit Oktober 2022 mit Beginn der XIX. Legislaturperiode erneut.
Gasparri ist Vater einer Tochter und wohnt mit seiner Frau in Rom.

## Veröffentlichungen (Auswahl)
- zusammen mit Adolfo Urso: L’età dell’intelligenza. Settimo Sigillo, Rom 1986.
- Il cuore a destra. Rubbettino, Soveria Mannelli 2007, ISBN 978-88-498-1800-0.
- Il viaggio del popolo della libertà: il Pdl e le sue idee. Koine, Rom 2009.